# Sophie-Agnès de Hesse-Darmstadt
Sophie-Agnès de Hesse-Darmstadt, (12 janvier 1604 - 8 septembre 1664). Elle est l'épouse de l'électeur Jean-Frédéric de Palatinat-Soulzbach-Hilpoltstein.

## Famille
Sophie-Agnès est la troisième fille du landgrave Louis V de Hesse-Darmstadt et de Madeleine de Brandebourg 

## Mariage et descendance
Elle s'est mariée en 1624, de cette union sont nés :
1. Anne-Louise (11 octobre 1626 – 23 février 1627)
2. Marie-Madeleine (27 février 1628 – 17 juin 1629)
3. Philippe-Louis (26 février 1629 – 8 août 1632)
4. Jean-Frédéric (25 mars 1630 – 22 mai 1630)
5. Fille mort-née (22 avril 1631)
6. Marie-Éléonore (28 mars 1632 – 23 novembre 1632)
7. Jeanne-Sophie (2 septembre 1635 – 19 août 1636)
8. Anne-Madeleine (5 mars 1638 – 29 juillet 1638)